# Jaime Burrows
Jaime Eduardo Burrows Oyarzún (Santiago, 14 de abril de 1972) es un médico pediatra, académico y político chileno. Militante del Partido Demócrata Cristiano de Chile, se desempeñó como subsecretario de Salud Pública durante el segundo gobierno de Michelle Bachelet. También ofició de ministro subrogante de Salud del gobierno de Michelle Bachelet, desde el 30 de diciembre de 2014 hasta el 23 de enero de 2015.

## Biografía
Jaime Burrows estudió en el Colegio del Verbo Divino, del cual se graduó como mejor egresado en 1989.[cita requerida] En la Universidad de Chile estudió Medicina (1997), Pediatría (2003) y cursó otros estudios de postgrado en Administración de Salud (1998). En sus años como estudiante de pregrado, Burrows fue Vocal de la Federación de Estudiantes de la Universidad de Chile (FECh) por la Facultad de Medicina los años 1991 y 1992, Presidente del Consejo de Vocales de la misma federación en 1992, y Presidente de la Democracia Cristiana Universitaria de la Universidad de Chile en 1996.
En 2005 obtuvo un Magíster en Bioética en la Pontificia Universidad Católica de Chile. Su interés por generar políticas inclusivas y de mayor integración en la sociedad en el ámbito de la Salud, lo motivaron a desarrollar su tesis sobre Inequidades en Salud en Chile: Los Límites de la Reforma de la Salud Chilena desde una Perspectiva Ética. En 2019 obtuvo el grado de Magíster (MPhil) en Ética en Keele University (Reino Unido) con su tesis: Healthcare Reform in Chile: Equality of What?.
El Dr. Burrows trabajó previamente en el Ministerio de Salud de Chile en diversos períodos entre 1998 y 2010; destacando su función como jefe del Departamento de Salud Pública y Planificación en la SEREMI Metropolitana, y como asesor de tres Ministros de Salud de Chile. Entre los años 2012 y hasta su nombramiento como Subsecretario de Salud Pública, ejerció ad-honorem como integrante del Comité Asesor en Vacunas y Estrategias de Inmunización (CAVEI) del mismo ministerio. También hasta su nombramiento como Subsecretario, Burrows fue miembro del Departamento de Ética del Colegio Médico y miembro del Comité Ético-Científico de la Facultad de Medicina – UDD / Clínica Alemana.
Como académico, ha trabajado en las universidades de Chile, Católica, del Desarrollo, Andrés Bello, Diego Portales y Autónoma de Chile; iniciándose como ayudante-alumno en la enseñanza de materias clínicas y metodológicas, hasta ir derivando con los años a la docencia e investigación vinculadas a la ética de los sistemas de salud y la bioética. También ha ejercido su carrera como médico clínico en diversos establecimientos asistenciales del sistema de salud chileno, principalmente en el sector público.
Es autor de numerosas publicaciones y fue distinguido el año 2013 por el Colegio Médico con el Premio de Ética por su trabajo: Sobre el Lucro en Salud: Reflexiones desde una Perspectiva Ética. El mismo galardón se le otorgó el año 2005 por su tesis Desigualdades y Reforma de la Salud ¿De qué Equidad Hablamos?
Hasta la actualidad, el Dr. Burrows es miembro del Colegio Médico de Chile, socio de la Sociedad Chilena de Pediatría y de la Sociedad Chilena de Bioética.
El 30 de diciembre de 2014 asumió el cargo de Ministro de Salud de manera interina tras la renuncia de la titular de esa cartera Helia Molina ese mismo día, hasta el nombramiento de una nueva Ministra de Salud.
Entre sus principales aportes a la gestión de gobierno se encuentran la implementación de la Ley de Etiquetado de Alimentos y su reglamento; creación del Sistema de Protección Financiera para Diagnósticos y Tratamientos de Alto Costo (Ley Ricarte Soto); elaboración de las políticas nacionales de salud mental, de demencia, de alimentos y nutrición, de salud de inmigrantes, de seguridad y salud en el trabajo; incorporación de la vacunas contra el virus papiloma y contra hepatitis A al Programa Nacional de Inmunizaciones; estrategia de Municipios, Comunas y comunidades saludables, y estrategia contra el cáncer; rediseño del Programa Nacional de Alimentación Complementaria (PNAC), incorporando leches de inicio, para alergia contra leche de vaca y para enfermedades metabólicas; implementación de sistemas de vigilancia y planes de acción para responder problemas de salud emergentes tales como ébola, aedes aegypty, marea roja y fiebre Q.
Tras el término de sus funciones como autoridad de gobierno, el Dr. Burrows retornó al ejercicio de la medicina, desempeñándose a la vez como consultor internacional en materia de políticas de salud, como miembro del directorio de La Corporación Nacional Autónoma de Certificación de Especialidades Médicas (CONACEM), y Director de la Carrera de Medicina de la Universidad Autónoma de Chile. Así mismo, desde 2023 a la fecha ha vuelto a integrarse como miembro del Comité de Vacunas del Ministerio de Salud (posición ad honorem).

## Publicaciones
Libros
- Burrows J. Inequidades en salud en Chile. Los límites de la reforma de la salud chilena desde una perspectiva ética. Colección Tesis de Magíster en Bioética. Sociedad Chilena de Bioética. Santiago: 2010

Capítulos de Libros
- Burrows J. “Bioética y Derecho”. En Beca JP, Astete C, eds. “Bioética Clínica”. Mediterráneo, Santiago: 2012. ISBN 9789562203470
- Gaete V, González MI, Burrows J. “Elementos básicos para buenas prácticas en la Atención Clínica de Adolescentes”. En Molina R, Sandoval J, González E, eds. “Salud Sexual y Reproductiva del Adolescente”. Mediterráneo, Santiago: 2003. ISBN 9789562202190.

Artículos
- Grupo de estudios de ética clínica de la Sociedad Médica de Santiago (Burrows J, Echeverría C, Goic A, Herrera C, Quintana C, Rojas A, Salinas A, Serani A, Taboada P, Vacarezza R). “Dimensión ética en la organización de la atención de salud”. Rev Med Chile 2013; 141: 780-786
- Jiménez J, Bastías G, Burrows J, Cerda J, Cid C, Froimovich K, Nancuante U, Pavlovic S, Romero A. “Acceso a medicamentos de alto costo y enfermedades de baja frecuencia”. Estudio Departamento de Salud Pública PUC. 2012.
- Burrows J. “Ética de los Sistemas de Salud”. Boletín de la Academia Chilena de Medicina. 2012;49:249–257.
- Burrows J. “Inequalities and Health Care Reform in Chile: equity of what?” Journal of Medical Ethics 2008: 34, e13.
- Bustamante F, Donoso R, Barrios M., Burrows J. “Salmonelosis pulmonar en una preescolar de 3 años” Pediatr. día; 2002: 18(2):53-55.
- Aguirre ML, Maddaleno M, Gomez AM, Burrows J. "Evaluación de un proyecto de intervención para fomento de la Lactancia Materna en madres adolescentes". Revista Chilena de Pediatría. Santiago, 1995; 66:270-5.
- Florenzano R, Pino P, Kaplán M, Burrows J. "Frecuencia de Maltrato infantil y sexual en escolares de Santiago de Chile: Antecedentes familiares y consecuencias" Revista de Psiquiatría. Santiago, 1995; 12(2): 60-66.
- Galano S, Burrows J. "El modelo circunflejo tridimensional: avances teóricos y metodológicos". Universidad de Chile. Revista Comisión de estudios en aspectos psicosociales de la atención primaria (CEAP). Documento de trabajo N.º 63. 1995.
- Florenzano R, Roizblatt A, Valdés M, Rodríguez J, Burrows J, Galano S. "La medición del funcionamiento familiar: aproximaciones clásicas y el modelo de Olson". Revista del Instituto de Terapia Familiar. Santiago, 1995; 6: 39-53.
- Kaplán M, Valdés M, Florenzano R, Burrows J. "Religiosidad y conductas de riesgo en adolescentes escolares en Santiago de Chile". Cuadernos Médico-Sociales. Santiago, 1994; 35(3): 53-59.